# Cantón de Guilvinec
El cantón de Guilvinec era una división administrativa francesa, que estaba situada en el departamento de Finisterre y la región de Bretaña.

## Composición
El cantón estaba formado por cinco comunas:
- Guilvinec
- Loctudy
- Penmarch
- Plobannalec-Lesconil
- Treffiagat

## Supresión del cantón de Guilvinec
En aplicación del Decreto n.º 2014-151 de 13 de febrero de 2014, el cantón de Guilvinec fue suprimido el 22 de marzo de 2015 y sus 5 comunas pasaron a formar parte del nuevo cantón de Pont-l'Abbé.